# 富田豊
富田 豊（とみた ゆたか）は、工学者、大学教授。工学博士、医学博士。

## 人物
- 1971年: 慶應義塾大学工学部計測工学科卒業
- 1973年: 慶應義塾大学大学院修士課程工学研究科計測工学科修了
- 1982年: 工学博士（慶應義塾大学）
- 1994年: 医学博士（北里大学）
- 1975-2010年: 慶應義塾大学理工学部生命情報学科教授
- 2011-2015年: 藤田保健衛生大学七栗研究所教授